# ディズニー・ファンティリュージョン!
ディズニー・ファンティリュージョン!(Disney's Fantillusion!)は、東京ディズニーランドで1995年7月21日から2001年5月15日まで行われ、ディズニーランド・パリで2003年7月5日から2012年9月2日まで行われた夜のパレードである。ディズニーのキャラクターたちによって光と音楽に合わせた、ストーリー性のあるショーを展開。

## 過去にこのエンターテイメントが行われていたパーク
- 東京ディズニーランド (東京ディズニーリゾート)
- ディズニーランド・パーク (ディズニーランド・パリ)

## 概要
本国ディズニーランド・リゾートで1992年から公演している「ファンタズミック!」(Fantasmic!)を東京でも、という発想から生まれたパレードである。当時の東京パークではファンタズミックを行うだけの広大な水上スペースを確保できなかったため、善と悪の戦いというコンセプトは変えずに、パレード形式で一から作り出された。したがって登場する悪役や制作チーム・音楽ディレクターなど、いくつか「ファンタズミック!」との共通項を見出すことができる。またフロートのデザイン等は、当時ウォルト・ディズニー・ワールドのマジックキングダムで開催されていたスペクトロ・マジックをベースに作成された。尚、東京パークにおけるファンタズミック!はその後オープンした東京ディズニーシーの広大な海を使い2011年4月28日から公演している。
提供スポンサーは「東京ディズニーランド・エレクトリカルパレード」に引き続き日本ユニシスであった。
東京ディズニーランドでの公演終了後、2003年から2012年までフランスのディズニーランド・パリにて、譲渡という形で夏季および冬季のシーズン限定で行なわれた。ただし、フロートやキャラクターの一部はカットされた（下記参照）。なお、当初は2002年から開始される予定だったが、ウォルト・ディズニー・スタジオ・パークが開園することになり、そちらのアピールを強化させるため、開始を1年遅らせた経緯がある。
パレードが途中で止まり、キャラクターやダンサーがパフォーマンスをする、停止型のパレードである。
音楽はオーケストラによって演奏され、ファンティリュージョンのテーマやそれを変奏したもの、そしてディズニーアニメの音楽が巧みに組み合わさっている。ファンファーレから始まり、Mickey's Magical Gardenでは快活で楽しげに進んで行くが、The Disney Villainsで一変、短調に変わり不気味な音楽となる。The Happy Endingで再び長調となり、壮大かつ感動的に終了する。

## 各パークのショーの紹介

### 東京ディズニーランド

#### パレード構成
()内は登場キャラクター名
Mickey's Magical Garden
- 「Disney's Fantillusion!」ロゴ
- ミッキーマウス(ミッキーマウス)
- 日本ユニシスロゴ
- エンチャンテッド･フラワー･ホイール
- フローラズ･ガゼーボ(フローラ)
- エンチャンテッド･フラワー･スウィング
- エンチャンテッド･ドラゴンフライ
- フォーナズ･カルーセル(フォーナ)
- ドラゴンフライ･タワー
- エンチャンテッド･ウェブ･ガーデン
- メリーウェザーズ･ガゼーボ(メリーウェザー)
- エンチャンテッド･バタフライ･ガーデン

The Disney Villains
- ジャファー(ジャファー)
- ナスティ･グロット
- アースラ(アースラ)
- バットフォレスト
- マレフィセント/ドラゴン(マレフィセント)
- マーキー･ダンジョン
- ウィックド･クイーン(ウィックド･クイーン)
- ヴァルチャー･ロック
- チェルナボーグ(チェルナボーグ)

The Happy Ending
- アリエル･アンド･エリック(アリエル＆エリック)
- ファウンテン･オブ･ライト#1
- スノーホワイト(白雪姫＆プリンス)
- スノーホワイト･キャッスル
- ビューティー･アンド･ザ･ビースト(ベル＆ビースト)
- ファウンテン･オブ･ライト#2
- アラジン(ジャスミン＆アラジン)
- ファウンテン･オブ･ライト#3
- シンデレラ(オーロラ&プリンス･フィリップ、シンデレラ&プリンス･チャーミング)
- フィナーレ･キャッスル(ミニーマウス)

### ディズニーランド・パリ

#### 来歴など
東京での公演終了後、2003年7月から2012年9月までシーズン限定で開催された。フロートは東京から船でパリまで輸送され、その後パークまでトラックで輸送された。予算の都合上、フロートの輸出数は限られたのだが、パリでは大人気のパレードとなった。また、編成の変更点も若干あるため、キャラクターのセリフのアレンジなども行なわれた。
眠れる森の美女の城（東京のシンボルはシンデレラ城だが、パリのシンボルは眠れる森の美女の城である）がパレード通過時に音楽とあわせ、色彩を変化させるのも魅力的である。鮮やかな色彩、不気味な色彩などさまざまに変化する。

### 東京版との比較
- パレード名が「Disney's FANTILLUSION！」から「Disney's Fantillusion Parade」に。ロゴのデザインも大幅に変更された。
- 夏季と冬季のシーズンだけ開催される。
- 1ユニットに3 - 5のフロート数となる。(東京は1ユニットに10フロート前後)
- 楽曲はそのまま使用、キャラクターのセリフも特別な変更点はなし。
- 日本ユニシスのロゴが「Disney's Fantillusion」のロゴに差し替えられる。
- フローラズ･ガゼボの幕が取り払われ、ティンカーベルのフロートとなる。ショーモードで中から登場していたキャラクターは、周りを歩く形式に変更。

#### パレード構成
()内は登場キャラクター名
Mickey's Magical Garden
- ミッキーマウス
- 「Disney's Fantillusion」ロゴ ※日本ユニシス・フロートからの転用
- フローラズ･ガゼーボ(ティンカーベル)　※周りをグーフィー、プルート、チップ、デールが歩く。
- フォーナズ･カルーセル(フローラ、フォーナ、メリーウェザー)
- エンチャンテッド･バタフライ･ガーデン

The Disney Villains
- アースラ
- ジャファー
- マレフィセント

　バットフォレスト
The Happy Ending
- スノーホワイト
- アリエル･アンド･エリック
- ビューティー･アンド･ザ･ビースト
- アラジン
- フィナーレ･キャッスル(ミニーマウス)

## 使用楽曲
使用楽曲は各パークで共通である。
Mickey's Magical Garden
- ファンティリュージョン・ファンファーレ(Fantillusion Fanfare)
- ファンティリュージョンのテーマ(Fantillusion Theme)
- ファンティリュージョンのテーマ、花と妖精編(Fantillusion Theme, Flowers And Fairies Variation)
- ファンティリュージョンのテーマ、トンボと妖精編(Fantillusion Theme, Dragonflies And Fairies Variation)
- ファンティリュージョンのテーマ、蝶と妖精編(Fantillusion Theme, Butterflies And Fairies Variation)
- 変身のテーマ(Transformation Theme)
- ミッキーマウスマーチ(Mickey Mouse March)
- シング・ア・スマイリング・ソング(Sing A Smiling Song)
- ワンダフル・シング・アバウト・ティガー(The Wonderful Thing About Tiggers)
- きみもとべるよ！(You Can Fly! You Can Fly! You Can Fly!)
- ハイ・ホー(Heigh-Ho)
- 星に願いを(When You Wish Upon A Star)

The Disney Villains
- ジャファーのテーマ(Jafar Theme)
- アリ王子のお通り(Prince Ali)
- 哀れな人々(Poor Unfortunate Souls)
- ファンティリュージョンのテーマ、邪悪編(Fantillusion Theme, Maleficent Variation)
- 悪のテーマ - 眠れる森の美女のバレエより(Maleficent Theme - From Sleeping Beauty Ballet)
- ファンティリュージョンのテーマ、闇の地下牢編(Fantillusion Theme, Murky Dungeon Variation)
- ファンティリュージョンのテーマ、魔女と鏡編(Fantillusion Theme, Evil Queen And Mirror Variation)
- ファンティリュージョンのテーマ、暗黒の王編(Fantillusion Theme, Chernabog Variation)
- 禿山の一夜(Themes From Night On Bald Mountains)
- 悪魔たちの饗宴(The Light Turns Into Night And The Ghouls Dance)

The Happy Ending
- パート・オブ・ユア・ワールド(Part Of Your World)
- アンダー・ザ・シー(Under The Sea)
- ファンティリュージョンのテーマ、ファウンテン編 #1(Fantillusion Theme, Fountain Variation #1)
- 歌とほほえみと(With A Smile And Song)
- ハイ・ホー(Heigh-Ho)
- ワン・ソング(One Song)
- いつか王子様が(Someday My Prince Will Come)
- ファンティリュージョンのテーマ、キャッスル編(Fantillusion Theme, Castle Variation)
- 愛の芽生え(Something There)
- 美女と野獣(Beauty And The Beast)
- ファンティリュージョンのテーマ、ファウンテン編 #2(Fantillusion Theme, Fountain Variation #2)
- ア・ホール・ニュー・ワールド(A Whole New World)
- ひと足お先に(One Jump Ahead)
- これが恋かしら（シンデレラのワルツ）(So This Is Love / The Cinderella Waltz)
- いつか夢で(Once Upon A Dream)
- ファンティリュージョンのテーマ、キャッスル・フィナーレ編(Fantillision Theme, Castle Finale Variation)
- 変身のテーマ&ファンファーレ(Transformation Theme & Fanfare)
- ファンティリュージョンのテーマ、グランド・フィナーレ編(Fantillusion Theme, Grand Finale Variation)